# Janusz Dolny
Janusz Dolny (* 3. Dezember 1927 in Kuryłówka; † 16. April 2008 in Krakau) war ein polnischer Pianist und Musikpädagoge.
Dolny studierte von 1947 bis 1955 an der Musikakademie Krakau Klavier bei Jan Hoffman. Danach unterrichtete er dort als außerordentlicher Professor für Klavier. Von 1981 bis 1987 war er Dekan der Instrumentalabteilung, von 1987 bis 1990 Leiter der Abteilung Klavier. Zu seinen Schülern zählt u. a. der Klaviersolist und Kammermusiker Mariusz Sielski.
1955 gründete er mit Janina Baster ein Klavierduo, das weltweit auftrat und zum ersten Mal in der Geschichte des Chopin-Festivals in Duszniki-Zdrój ein Konzert für zwei Klaviere gab. 1956 gewann er beim Internationalen Viotti-Wettbewerb in Vercelli den Ersten Preis in der Kategorie Klavierduo und den Sonderpreis der Max-Egger-Stiftung. Dolny war Teilnehmer vieler Musikfestivals, so der Berliner Festspiele (1958), der Wiener Festwochen (1959), des Warschauer Herbstes (1959), des Breslauer Kammermusikfestivals (1969) und des Bydgoszczer Musikfestivals (1971).